# Simo Puupponen
Simo Tapio Puupponen (Kuopio, 23 de outubro de 1915 — Helsinki, 11 de outubro de 1967) foi um escritor da Finlândia.

## Vida
Aapeli nasceu em Kuopio e tornou-se jornalista dos jornais Pohjois-Savo e Savon Sanomat. Em 1959, Aapeli ganhou o Prêmio Eino Leino e o Prêmio Estadual de Literatura. Ele morreu, aos 51 anos, em Helsinque. Seus romances foram transformados em filmes e peças depois de sua morte nos anos 1970. Em 1977, seus romances históricos da série Aika hyvä ihmiseksi foram transformados em um longa-metragem.

## Obra
- Onnen pipanoita: eli viisikymmentä juttua elämän aurinkoiselta puolelta (1947)
- Siunattu hulluus (1948)
- Pajupilli: pakinoita (1950)
- Mutahäntä ja muita (1953)
- Koko kaupungin Vinski (1954)
- Meidän herramme muurahaisia: kavalkadi pienestä kaupungista (1954)
- Sipuleita: lapsellisia juttuja (1956)
- Vinski ja Vinsentti: koko kaupungin Vinskin uusia seikkailuja (1956)
- Onnipussi eli 110 pikkujuttua sieltä täältä ynnä kertomus Siunattu hulluus (1957)
- Pikku Pietarin piha (1958)
- Onko koira kotona? Pakinoita (1960)
- Alvari, kananvahti (1961)
- Puuhevonen pakkasessa: familiäärejä kertomuksia triviaaleista aiheista (1962)
- Timonen ja muita tuttavia (1963)
- Pekko, runoilijan poika (1965)
- Kissa, kissa, kissa.: pakinoita (1967)